# جورج جونسون (لاعب كرة قدم أمريكية)
جورج جونسون (بالإنجليزية: George Johnson)‏ هو لاعب كرة قدم أمريكية أمريكي، ولد في 11 ديسمبر 1987 في غلاسبورو في الولايات المتحدة.

## وصلات خارجية
- جورج جونسون على موقع مرجع كرة القدم المحترفة.كوم (الإنجليزية)